# Koungou
Koungou es una comuna francesa situada en el departamento y la región de Mayotte. 

## Geografía
La comuna se halla situada en el noreste de la isla de Mayotte y está formada por las villas de Kangani, Kongou, Longoni, Majicavo-Korpa, Majicavo Lamir y Trévani.

## Demografía
| Gráfica de evolución demográfica de Koungou entre 1985 y 2017 |
|                                                               |

Fuente: Insee